# VW ID. Buzz (Studie)
Der VW ID. Buzz ist eine Studie für einen vollelektrischen Retro-Minivan, basierend auf dem Modularen E-Antriebs-Baukasten. Präsentiert wurde er zum ersten Mal auf der NAIAS in Detroit im Jahr 2017. Das Konzept basiert auf der alten Design-Studie VW Microbus von 2001. Das besondere an dem Design ist, dass es bewusst viele Stilelemente aus den ersten Bulli-Baureihen übernimmt. Möglich macht das erst das elektrische Antriebskonzept, da dort wie im Original die Überhänge sehr gering gehalten werden konnten, weil der Elektromotor deutlich weniger Platz wegnimmt als ein herkömmlicher Verbrennungsmotor. Der Studie folgte im März 2022 die gleichnamige Serienversion VW ID. Buzz, die sich insbesondere im Außendesign an der Studie orientiert.

## Design

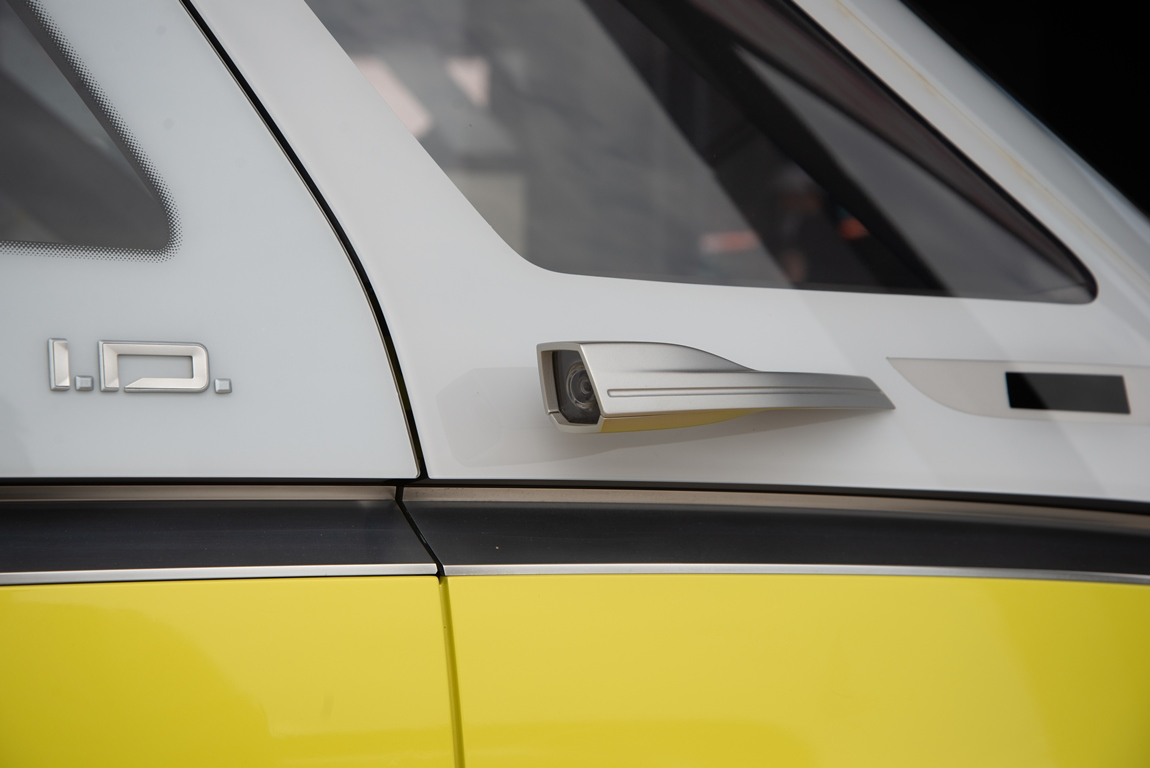
Eine der wenigen Teile vom Exterior, die es nicht in die Serie geschafft haben: Die kamera-basierten Außenspiegel

Das Design soll an den T1 erinnern. Die Ähnlichkeiten betreffen vor allem die Fahrzeugfront. Der ID. Buzz hat genau wie der T1 eine durchgehende Zierleiste, die an der Seite knapp unter den Fenstern längs führt, und an der Front bis zur Stoßstange herunter geschwungen ist. Außerdem befinden sich an der C-Säule wie beim T2 Lüftungsschlitze. Früher waren sie für die Kühlung des Heckmotors zuständig. Beim ID. Buzz hingegen dienen sie nur als Designelemente. Ein Element, das es in Deutschland nicht in die Serienversion geschafft hat, ist u. a. das beleuchtete VW-Logo, da dies durch gesetzliche Regelungen bei Fahrzeugen untersagt ist. Eine Besonderheit ist auch, dass das Konzept ähnlich wie der Audi e-tron keine herkömmlichen Spiegel hat, sondern kleine Kameras, wobei dieses System, wie viele vermutet hatten, durch konventionelle Spiegel in der Serie ersetzt wurde. Eine weitere technische Innovation, die es nicht in die Produktionsversion geschafft hat, sind Sensoren, die in die Seitenzierleiste integriert wurden und durch einen Touch-Befehl die Tür freigeben, wodurch keine Türgriffe mehr benötigt wurden. Weitere Änderungen im Exterior des Serienfahrzeuges war die Lichtsignatur, die an andere ID.-Modelle angepasst wurde und u. a. Matrix-LED-Scheinwerfer in der Front sowie ein Leuchtenband zwischen diesen beiden Scheinwerfern erhielt. Insgesamt wurde aber ein Großteil des Äußeren der Studie in die Serien-Version übertragen, was selbst Insider überrascht hat.

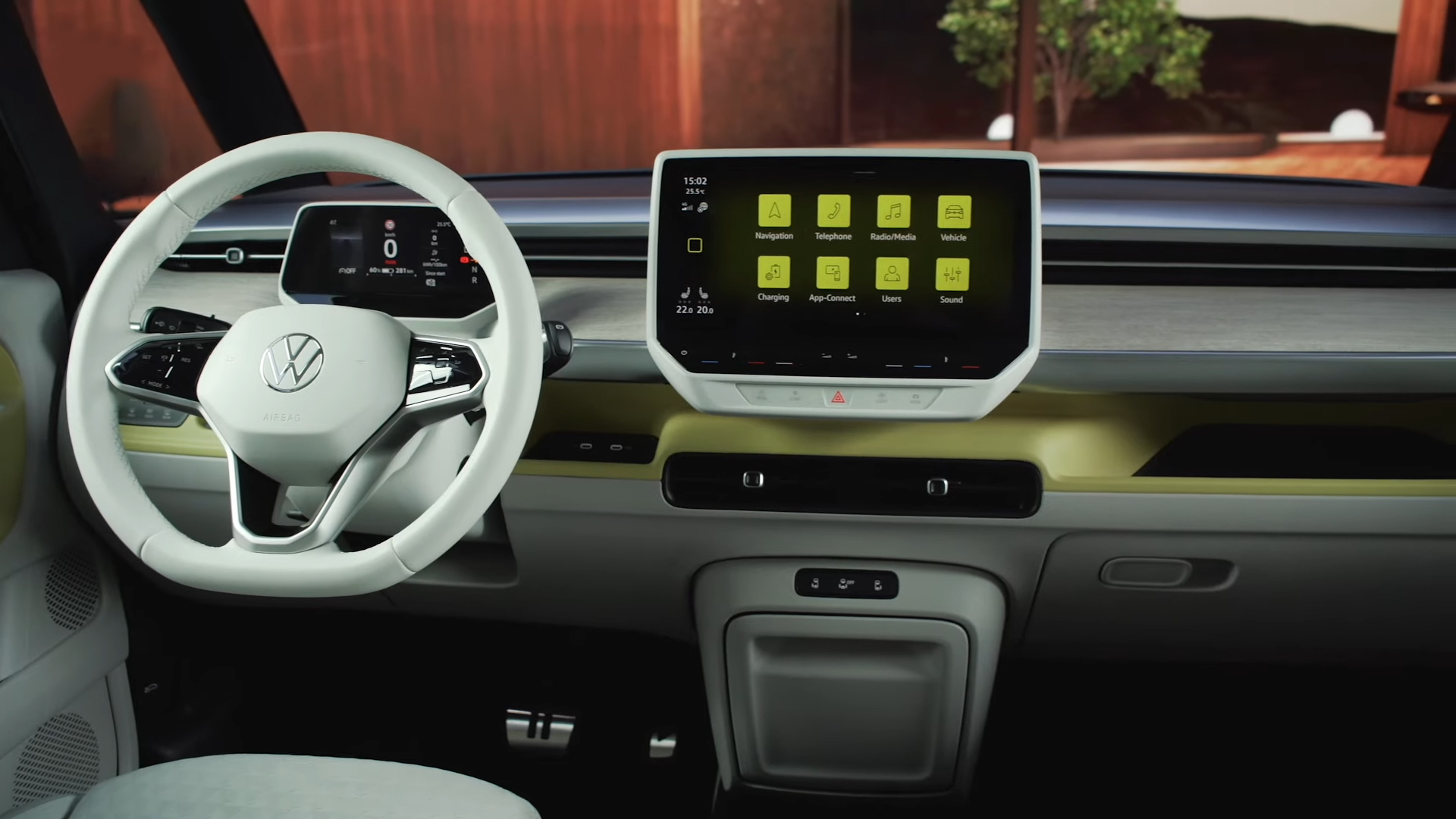
Zum Vergleich: Das neue Interior des Serienfahrzeuges entfernt sich optisch recht deutlich von der Studie

Der Innenraum ist sehr luftig gestaltet, mit einem versenkbaren Lenkrad als Teil der angekündigten Funktion des autonomen Fahrens und einem vertikalen Display in der Mitte. Außerdem verfügt die Studie über ein sehr großes Panoramadach, das sich fast über die gesamte Länge erstreckt und nur durch kleine Streben unterbrochen wird. Dies änderte sich aber stark in der Serienversion, die sich technische stark an den anderen ID.-Modellen orientierte, wodurch u. a. das Display in der Mitte durch eine Art Bildschirmlandschaft, bestehend aus zwei horizontalen Bildschirm einmal vor dem Fahrer sowie einmal in der Mitte, ersetzt wurde.

## Technik
Die Studie sah mindestens zwei Versionen vor. Eine High-End-Version mit 275 kW (374 PS) mit Allrad, einem Motor an jeder Achse und 111-kWh-Antriebsbatterie. Außerdem noch eine weniger teure Version mit 200 kW (272 PS) Heckantrieb und 83-kWh-Antriebsbatterie mit welcher Volkswagen auch in den Verkauf 2022 startete. Während sich dabei aber die Akkukapazität nur minimal änderte, wurde die Leistung auf 150 kW reduziert und weicht damit schon recht deutlich von der Studie ab. Bei der Präsentation der Studie kommunizierte man außerdem eine Reichweite von 435 bis 600 km.
Ab 2025 soll er außerdem das erste Fahrzeug aus dem VW-Konzern sein, das vollautonom fahren kann.

## ID. Buzz Cargo

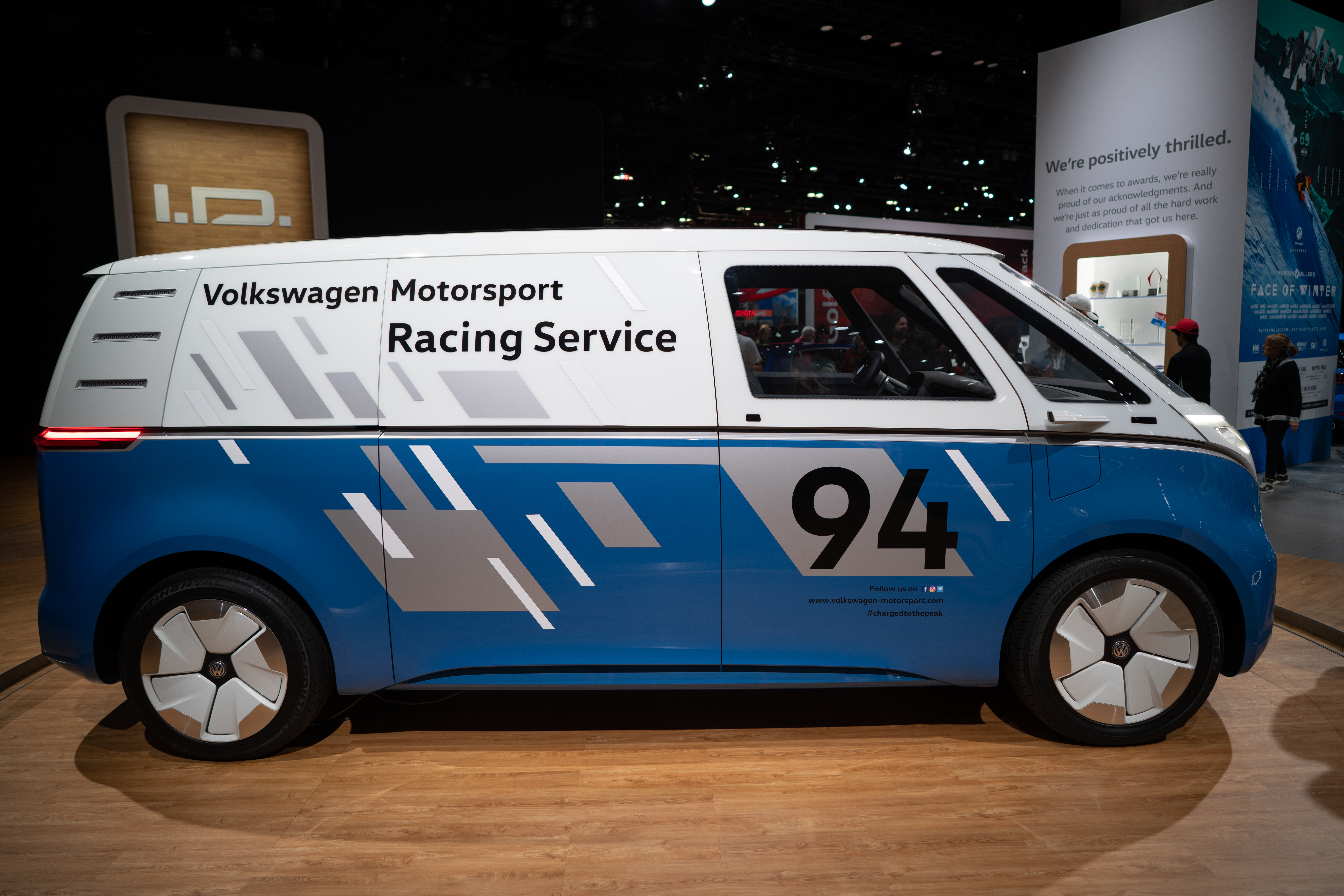
Das Konzeptfahrzeug der Cargo-Studie

Der ID. Buzz Cargo wurde zum ersten Mal 2018 auf der IAA in Hannover als Service-Fahrzeug für den vollelektrischen Rennwagen VW ID. R Pikes Peak vorgestellt. Das Konzept soll eine Nutzlast von 800 kg haben und basiert auf der Heckantriebvariante. Wahrscheinlich wird es in der Serie auch die Allradversion als Cargo geben.
2019 veranstaltete VW in Kooperation mit Nike eine Werbekampagne mit dem Retro-Design von „Blue Ribbon Sports“, dem Vorgänger von Nike. In den folgenden Jahren erschien der ID. Buzz außerdem in verschiedene Werbe-Spots des Konzerns z. B. zur Fußball-EM 2021.